# Somiedo
Somiedo è un comune spagnolo di 1 565 abitanti situato nella comunità autonoma delle Asturie.